# Estatunidencs
Els estatunidencs, que hom anomena més sovint, tot i que impròpiament, nord-americans o americans, són un grup humà heterogeni definit bàsicament pel fet de ser nacionals o ciutadans dels Estats Units d'Amèrica. Tot i que la majoria dels americans són alhora «nacionals» i «ciutadans», algunes persones amb doble nacionalitat, expatriats i estrangers amb permís de residència permanent també es poden considerar nacionals americans. Els Estats Units són la pàtria de persones d'orígens ètnics molt diversos. Per tant, ni des de la perspectiva cultural, ni als ulls de la llei, no es considera que la nacionalitat estatunidenca es correspongui amb una raça o ètnia, sinó amb la ciutadania i la lleialtat permanent cap al país.
Els parlants d'anglès, i sovint també els parlants d'altres llengües, solen anomenar «americans» la gent dels Estats Units. Això deriva de l'ús original d'aquest mot en anglès, és a dir els «anglesos de les Tretze Colònies americanes» per oposició als «anglesos d'Anglaterra». Tanmateix, el mot «americans» també es pot referir als naturals de tot el continent americà.

## Formació de la «nació» estatunidenca

Bandera dels Estats Units

La majoria dels estatunidencs o els seus avantpassats han immigrat al territori que ara són els Estats Units d'Amèrica o bé son descendents dels esclaus portats des d'Àfrica. Les úniques excepcions són els esquimals, els nadius americans i les poblacions aborígens de Hawaii, Puerto Rico, Guam i Filipines, que van esdevenir estatunidencs per l'expansió del país durant el segle xix, i també dels nadius de la Samoa Nord-americana, de les Illes Verges Nord-americanes i de les Illes Mariannes Septentrionals, totes incorporades durant el segle xx.
Malgrat aquesta composició multi-ètnica, la cultura dels Estats Units, compartida per la majoria dels americans, és formada per una base de cultura occidental portada pels primers immigrants, arribats majoritàriament del Nord d'Europa i de l'Europa Occidental. Això inclou també influències de la cultura africana. L'expansió cap a l'oest integrà les minories criolla i cajun de l'estat de Louisiana, i els hispanos del Sud-oest, i comportà un estret contacte amb la cultura mexicana. La immigració a gran escala, al pas del segle xix i al segle xx, des de l'Europa del Sud i de l'Est, introduí diversitat d'elements humans nous. La immigració més recent des d'Àsia, Àfrica i Amèrica Llatina també ha tingut un gran impacte. És a dir que la interculturalitat, no exempta de conflictes, domina tota la societat estatunidenca.
A part dels Estats Units, podem trobar americans i els seus descendents arreu del món. Més de set milions d'estatunidencs s'estima que viuen a l'estranger, sense comptar militars ni diplomàtics.

## Grups racials i ètnics

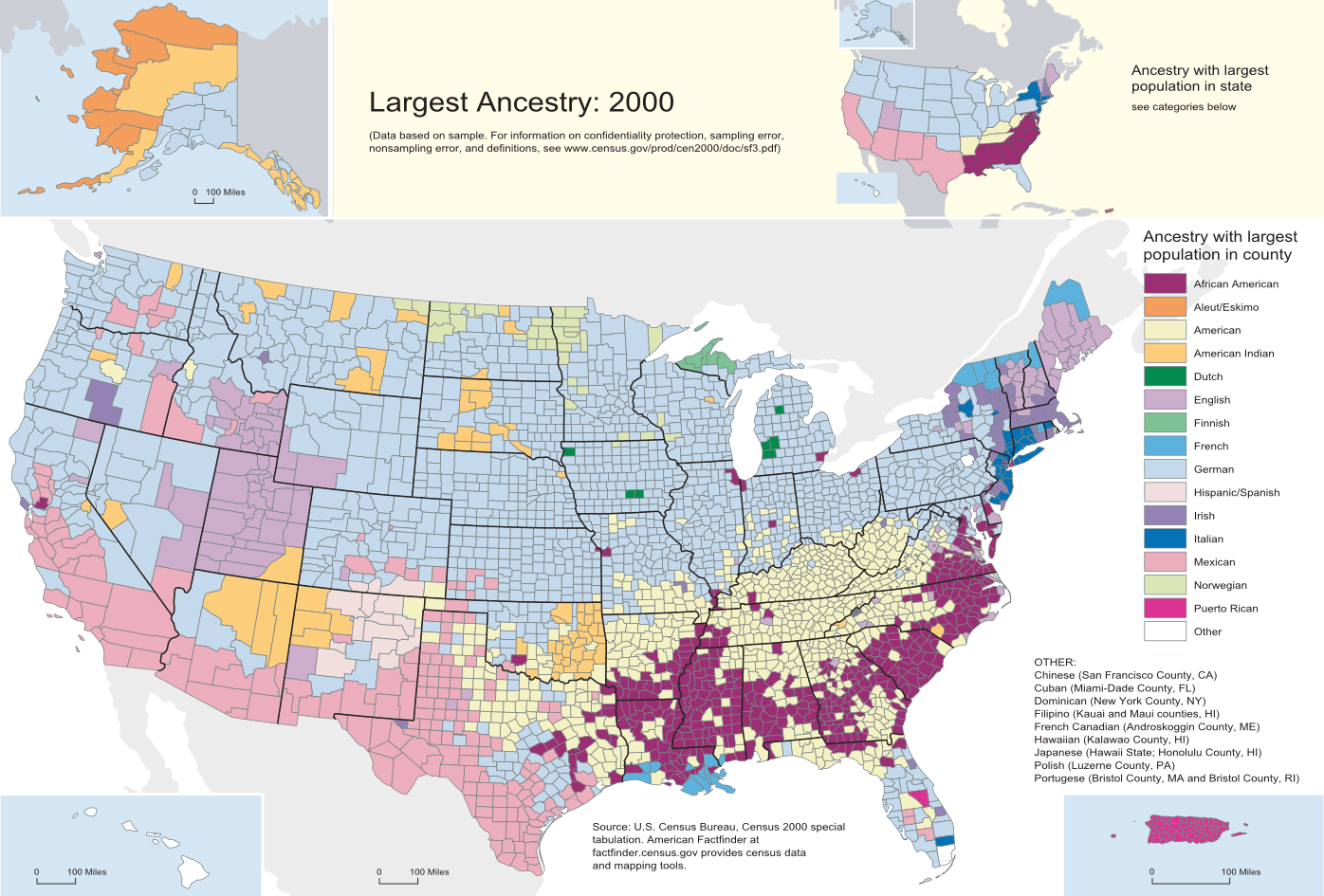
Mapa de les ètnies majoritàries a cada comptat dels Estats Units.
És molt significatiu que a la major part del territori siguin majoritaris els alemanys; que a Nova Anglaterra hi dominin anglesos, irlandesos, francesos i italians; els hispans al llarg de la frontera del sud-oest o a Puerto Rico; i els negres i els anomenats «americans» al Sud. Puntualment, també destaquen els amerindis a Navajoland, a Oklahoma i al nord; els noruecs i finesos en zones del nord; els esquimals a Alaska; els francesos a Louisiana i els anglesos al Mig Oest; en canvi, no es reconeix cap majoria a Hawaii.

Els Estats Units d'Amèrica és un estat multinacional, i el Cens segueix criteris racials i culturals. L'Oficina del Cens dels Estats Units ha reconegut oficialment tradicionalment sis races per als recomptes estadístics: blancs (72,4%), amerindis i nadius d'Alaska (0,9%), asiàtics (4,8%), afroamericans i altres negres (12,6%), nadius de Hawaii i d'altres illes del Pacífic (0,2%), i persones de dues o més races (2,9%). El Cens també admet definir-se com d'«altres races» (6,2%), si bé la majoria dels ciutadans que diuen ser d'altres races, en realitat són mestissos originaris de Llatinoamèrica.
L'Oficina del Cens dels Estats Units també classifica el conjunt dels americans com a «hispà o llatí» o com a «no hispà ni llatí», de manera que s'identifica els hispans o llatins com a persones pertanyents alhora a diverses races o ètnies, però que plegades constitueixen la minoria més gran del país (16,3% de la població total són hispans o llatins de qualsevol raça).
Un altre detall distorsionador és la categoria «americà», introduïda al cens des del 1990, ja que s'hi apunten molts ciutadans generalment d'origen britànic, i són majoritaris a la franja nord dels estats del sud.

## Personificació de la nació
Una personificació nacional és la representació antropomòrfica d'un país. Es tracta d'una recreació pròpia del còmic i també de la propaganda nacionalista.
L'Oncle Sam és la principal i més coneguda personificació nacional dels Estats Units com a país i de vegades més concretament del seu govern que va aparèixer per primera vegada durant la Guerra anglo-americana de 1812-1815. Es representa com un home blanc molt prim i d'edat avançada amb el cabell blanc i una barbeta com de boc, i vestit de manera que recorda els colors i el disseny de la bandera dels Estats Units: barret de copa alta amb una banda blava amb estrelles blanques, i pantalons a ratlles blanques i vermelles.
D'altra banda, Columbia és un nom poètic per a Amèrica que s'ha donat a la personificació femenina dels Estats Units, inicialment de la mà de la poeta afroamericana Phillis Wheatley durant la Guerra de la Independència dels Estats Units el 1776. És una dona igualment blanca amb un vestit que té els colors de la bandera i amb una gorra frígia, representativa de la república. Ha inspirat el nom de moltes persones, llocs, objectes, institucions i empreses al continent americà i arreu, per exemple el Districte de Colúmbia, capital dels Estats Units.

## Llengües
| Llengua                                                 | Percentatge de població | Nombre de parlants |
| ------------------------------------------------------- | ----------------------- | ------------------ |
| Anglès                                                  | 80,38%                  | 233.780.338        |
| Suma de totes les altres llengües                       | 19,62%                  | 57.048.617         |
| Castellà (exclosos Puerto Rico i les llengües criolles) | 12,19%                  | 35.437.985         |
| Xinès (inclosos el cantonès i el mandarí)               | 0,9%                    | 2.567.779          |
| Tagàlog                                                 | 0,53%                   | 1.542.118          |
| Vietnamita                                              | 0,44%                   | 1.292.448          |
| Francès                                                 | 0,44%                   | 1.288.833          |
| Coreà                                                   | 0,38%                   | 1.108.408          |
| Alemany                                                 | 0,38%                   | 1.107.869          |
| Hindustànic (inclosos el Hindi i l'Urdu)                | 0,32%                   | 942.794            |

L'anglès és, de facto, la llengua nacional dels Estats Units. Tot i no ser llengua oficial a nivell federal, hi ha algunes lleis —com ara la que regula l'adquisició de la nacionalitat estatunidenca— que estandarditzen l'anglès. El 2007, uns 226 milions de persones, el 80% de la població de més de cinc anys, només parlaven anglès a casa. El castellà, parlat en l'àmbit familiar pel 12% de la població, és el segon idioma més parlat al país i també el més estès com a segona llengua. Existeix un moviment que demana que es declari l'anglès llengua oficial federal, i ja ho és en almenys trenta-vuit estats.
A l'estat de Hawaii són cooficials l'anglès i el hawaià, d'acord amb la Constitució de l'estat. Alaska reconeix trenta llengües indígenes junt amb l'anglès. Els estats de Nou Mèxic i Louisiana tenen legislacions que obliguen a emprar el castellà o el francès, respectivament, junt amb l'anglès, en determinats casos, tot i que cap de les tres llengües té l'estatut de llengua oficial. Altres estats, com ara Califòrnia, tenen establerta la obligatorietat de publicar en castellà determinats documents oficials, per exemple, els formularis judicials. Diversos territoris insulars tenen garantit el reconeixement oficial de les llengües natives respectives junt amb l'anglès: el samoà a la Samoa Nord-americana, el chamorro a Guam, el carolinià i el chamorro a les Illes Mariannes Septentrionals, i el castellà a Puerto Rico.

## Religions

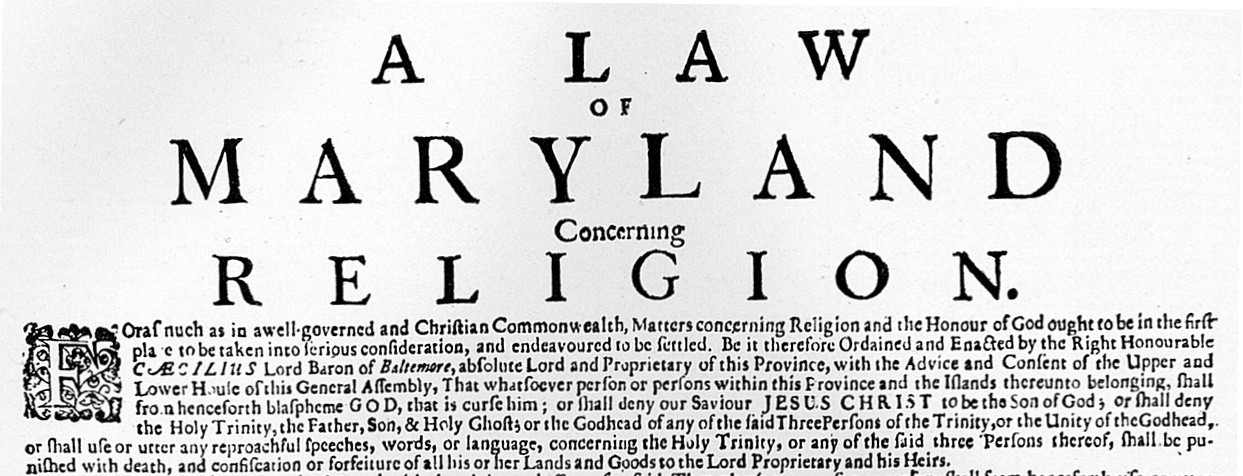
La Llei de Tolerància garantia la llibertat religiosa a la colònia de Maryland, i en tenien de semblants a Rhode Island, Connecticut i Pennsylvania. Això contrastava, en canvi, amb el govern teocràtic purità de Massachusetts.

La religió té als Estats Units un grau d'implicació en la societat molt més gran que en altres països occidentals desenvolupats, i també hi ha una diversitat de confessions molt més àmplia. La Primera esmena a la Constitució impedeix que el Govern Federal pugui aprovar qualsevol llei per establir una religió, o per prohibir el lliure exercici de les religions. El Tribunal Suprem dels Estats Units ha interpretat això en el sentit que el Govern no té cap autoritat sobre qüestions religioses. La majoria dels americans declaren que la religió té un paper «molt important» en les seves vides, una proporció inusual entre els països desenvolupats, tot i que similar als altres països del continent. Moltes confessions religioses es mouen pel territori dels Estats Units, unes portades des de fora per les successives onades d'immigrants, i també moltes que han estat fundades dins el país. Unes i altres han fet dels Estats Units el país amb major diversitat religiosa de tot el món.
La majoria dels americans, un 76%, són cristians, i la major part d'aquests són protestants o bé catòlics: concretament el 51% i el 25% de la població total, respectivament. Les altres religions, molt minoritàries, són el Budisme, l'Hinduisme, l'islam i el judaisme, que totes plegades fan un 4% o 5% de la població adulta. Un altre 15% de la població adulta declara que no creu o bé no s'identifica amb cap confessió religiosa. Ara bé, la religiositat dels americans és molt variable arreu del país: el 59% dels habitants de l'Oest diu que creu en Déu, i, especialment als estats del Nord-oest, són majoritaris els que no van mai a missa (l'anomenat Unchurched Belt o «Cinturó sense esglésies»), mentre que al Sud (el Bible Belt o «Cinturó de la Bíblia») són el 86%.
Algunes de les Tretze Colònies fundacionals foren establertes per colons que desitjaven practicar llur religió sense sentir-se discriminats: la Colònia de la Badia de Massachusetts fou establerta per puritans anglesos, Pennsilvània per quàquers irlandesos i anglesos, Maryland per catòlics anglesos i irlandesos, i Virgínia per anglicans anglesos. Tot i que alguns estats concrets van mantenir perfectament la seva confessió religiosa particular fins al segle xix, els Estats Units foren el primer país del món sense religió oficial. Al redactar l'«Estatut de la llibertat religiosa» a Virgínia, els pares de la Constitució van rebutjar que es pugui preguntar a ningú sobre religió, i la Primera esmena prohibeix expressament al govern federal legislar sobre l'establiment d'una religió o sobre la prohibició del seu lliure exercici, de forma que es protegeix qualsevol organització, institució o denominació religioses de la intervenció del govern. Aquesta decisió es deu principalment a la influència dels ideals racionalistes i protestants europeus, però també es deu al pragmatisme de les minories religioses i dels petits estats que no volien quedar sota el poder o la influència d'una religió nacional que no els representava.

## Cultura

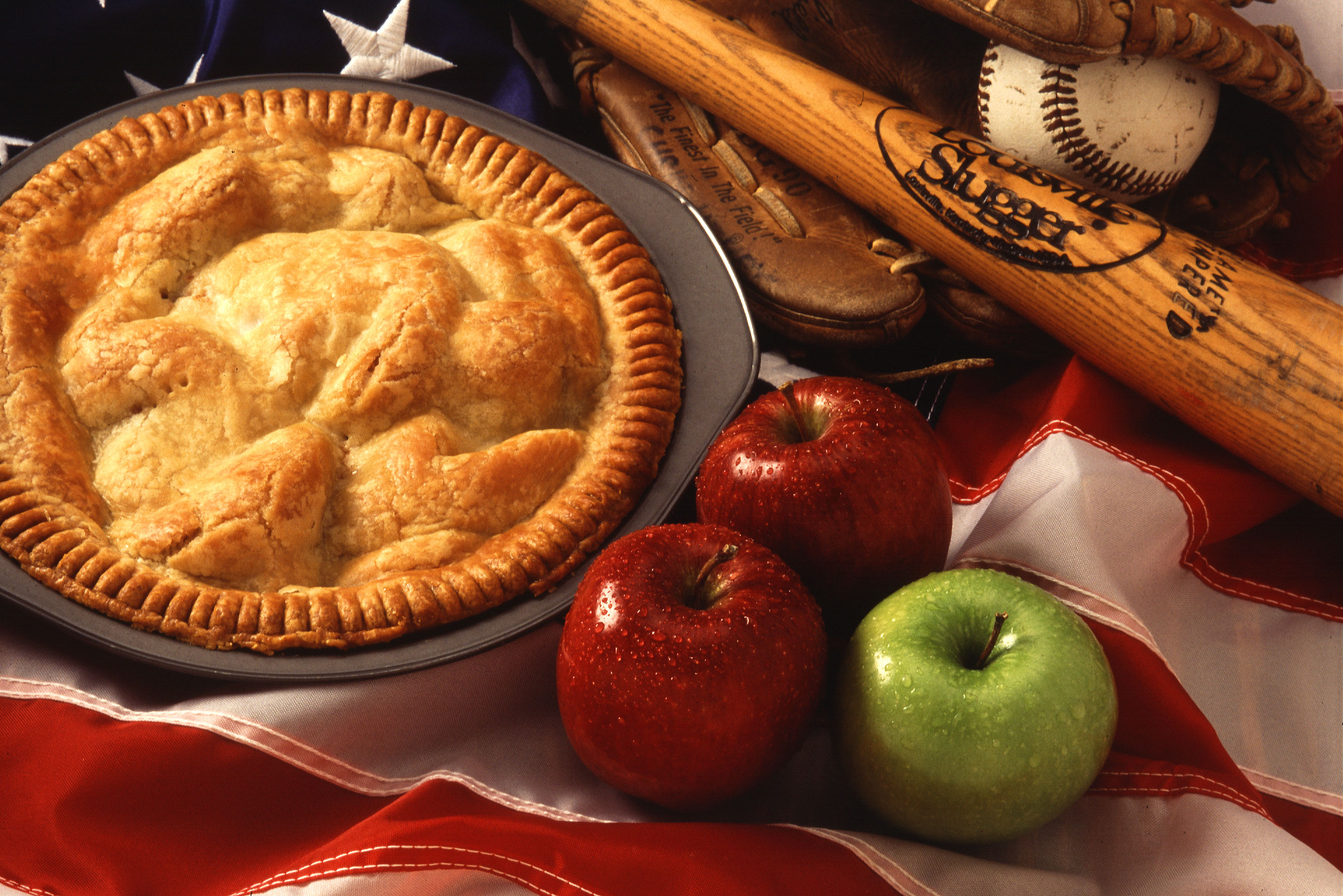
El pastís de poma i el beisbol són dues icones de la cultura americana.

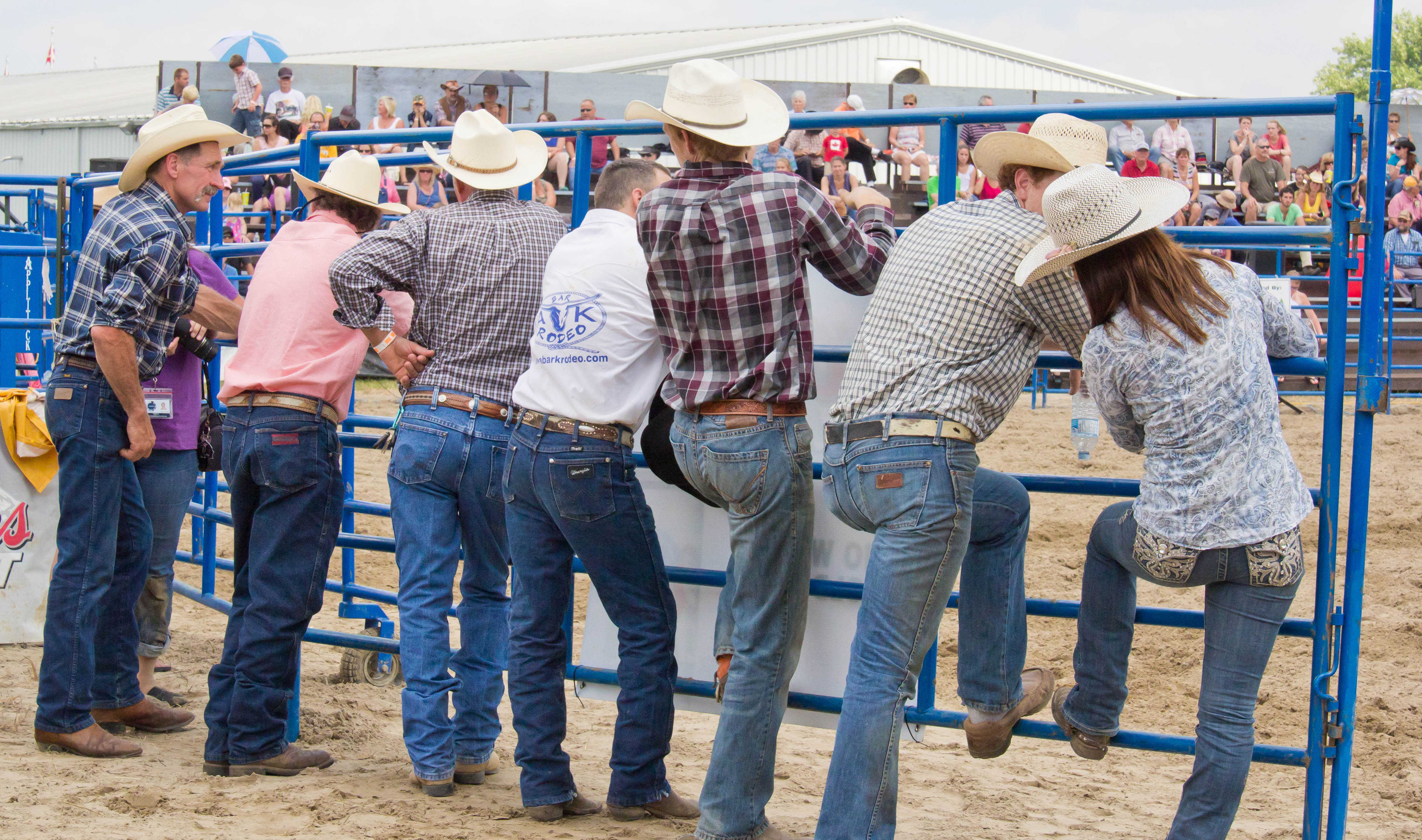
El cowboy, el personatge més arquetípic del Far West, és un tòpic inevitable del poble estatunidenc.

La cultura estatunidenca és bàsicament una cultura occidental, tot i que influenciada per les cultures dels nadius americans, dels afroamericans, dels asiàtics, dels polinesis i sobre tot dels llatinoamericans.
Té característiques pròpies que la fan diferent, com ara un dialecte anglès propi, la seva música, les arts visuals (especialment el cinema, i encara més especialment el western), els usos socials, la gastronomia i el folklore.
Les bases europees originals d'aquesta cultura venien dels colons anglesos, escocesos, gal·lesos i irlandesos de les Tretze Colònies britàniques. La cultura britànica va arribar a Nord-amèrica en forma de llengua, d'un sistema legal i altres aspectes. Altres influències importants van venir de la major part d'Europa, principalment d'Alemanya, de França, i d'Itàlia.
Alguns elements originals també hi tenen un paper important. Per exemple, la democràcia jeffersoniana. Les Notes sobre l'Estat de Virgínia, de Thomas Jefferson, fou potser la primera crítica cultural influent feta per un americà, i una obra reaccionària contra la idea generalitzada a Europa de què qualsevol originalitat que vingués d'Amèrica havia de ser degenerada. Les idees i els ideals preexistents que evolucionen a Amèrica, com les festes nacionals, molt especialment els esports, la tradició militar, i les innovacions en les arts i l'espectacle, tot plegat dona un fort sentit d'orgull nacional entre la població estatunidenca.
La cultura americana inclou alhora elements conservadors i liberals, l'enfrontament entre ciència i religió, les estructures polítiques, l'atracció pel risc i per la llibertat d'expressió, el materialisme i la moral. Malgrat certs principis ideològics potents (per exemple, l'individualisme, l'igualitarisme, la fe en la llibertat i la democràcia), la cultura estatunidenca inclou una gran varietat d'expressions degut a la seva diversitat geogràfica i demogràfica.

## Diàspora
Molts americans han emigrat a països d'arreu del món, tot i que mai per causes econòmiques. L'any 2016 es calcula que hi havia uns nou milions de ciutadans estatunidencs residint fora dels Estats Units d'Amèrica, amb les concentracions més significatives a Mèxic i el Canadà, amb prop d'un milió cada un, Filipines, on passen de mig milió, Alemanya, amb més de tres-cents mil, Israel i el Regne Unit, uns dos-cents mil, Corea del Sud, Costa Rica i França, on se superen els cent mil residents.

## Aspectes negatius
Els estatunidencs tenen una presència molt notòria al món, i això els comporta també algunes contrapartides de caràcter negatiu, de les quals no se'n poden escapar.

### Malnoms

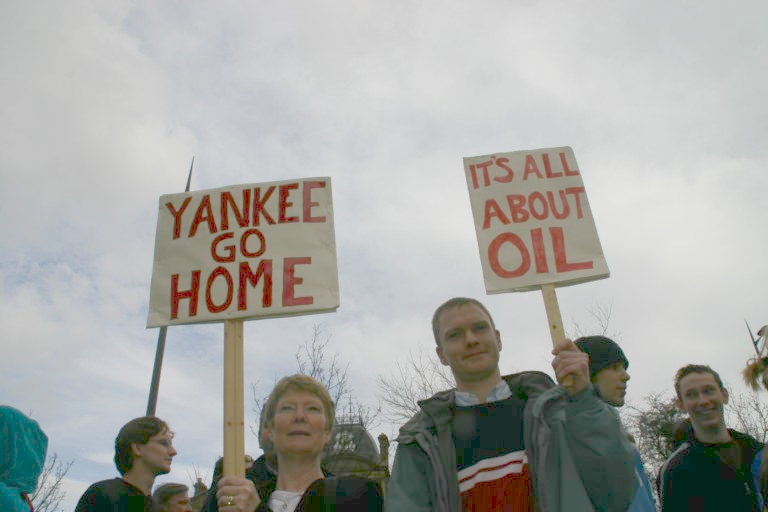
Manifestants anti-americans a Liverpool (Regne Unit).

En alguns contexts també s'anomena els estatunidencs «ianquis», que és un apelatiu en principi reservat als habitants de Nova Anglaterra, la regió del nord-est. El mot «ianqui» podria venir de què la majoria dels habitants d'aquella zona, inicialment, eren neerlandesos i molts es deien "Jan" o bé "Kee", i també tots dos noms junts, d'on vindria "Yankee". En general, són anomenats així tots els estatunidencs als diversos països del món anglosaxó, però també a molts altres països en sentit pejoratiu, per exemple en el lema «Yankee go home» («Ianquis aneu-vos-en a casa»).
A tot Llatinoamèrica, els estatunidencs són anomenats gringos, que ve a ser «estrangers que parlen estrany», que pot venir de griegos (grecs), i que és clarament despectiu.

### Armamentisme
La Segona esmena de la Constitució dels Estats Units, aprovada el 15 de desembre de 1791, reconeix el dret dels ciutadans a posseir i portar armes, i és un dret inalienable perquè forma part de la Declaració de Drets.
El 2008, el Tribunal Suprem sentencià per primer cop que el dret a les armes ho és tan sols per a la defensa pròpia a la llar, i, per tant, no impedeix prohibir les armes a delinqüents i a malalts mentals, ni prohibir les armes de guerra en general.
Ara bé, això fa que els Estats Units sigui el país amb més armes per capita, 120,5 armes de foc per cada 100 habitants (el segon és Iemen, amb 52,8), i la facilitat per aconseguir armes es considera la primera causa que els Estats Units sigui el primer país en massacres fetes per assassins individuals, havent estat inútils fins ara els intents de limitar la possessió d'armes o d'establir alguna altra mena de controls.

### Racisme

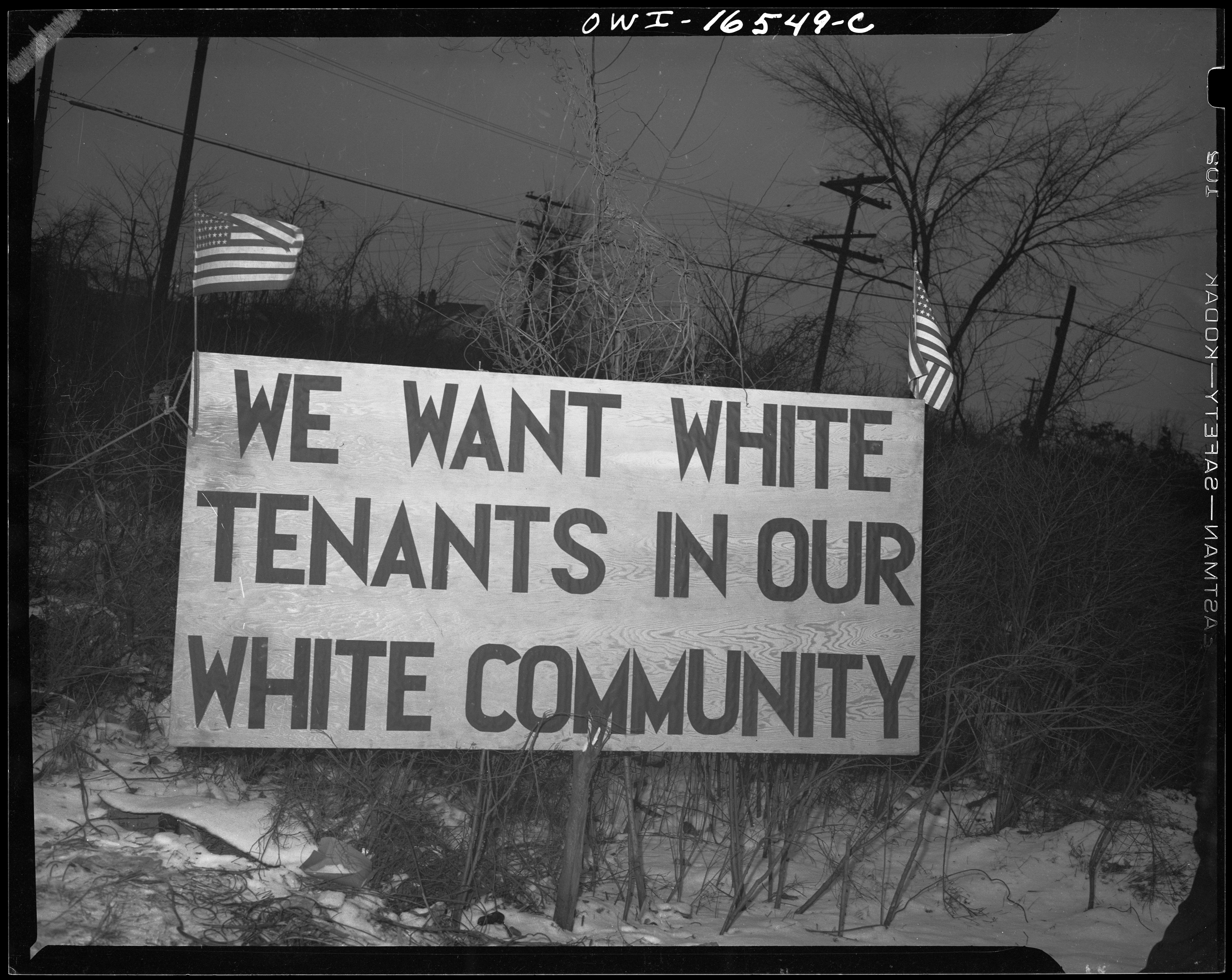
«Volem propietaris blancs a la nostra comunitat blanca», deia aquest cartell a Detroit el 1942

Tot i la teoria de la barreja de races i cultures, als Estats Units hi ha un fort moviment racista, bàsicament dels blancs envers els negres, especialment als estats del Sud. És molt significativa l'existència d'una elit que es considera l'únic propietari del país, els anomenats WASPs (White Anglo-Saxon Protestants, o «blancs-anglosaxons-protestants»), que solen reaccionar contra els progressos que es fan cap a la igualtat i el respecte pels drets civils. Es pot considerar que l'elecció del president Trump per succeir Obama és la darrera manifestació massiva d'aquesta tendència.
L'esclavitud, la segregació racial, les reserves índies, els internats per a nens nadius, les lleis d'immigració i naturalització, i els camps de concentració (especialment, per als americans d'origen japonès durant la Segona Guerra Mundial) són els principals instruments legals dels que s'ha servit el racisme als Estats Units. La discriminació legal fou abolida formalment a mitjan segle xx, i començà a ser vista com a socialment i moralment inacceptable. La política racista, però, persisteix, i el racisme continua traduint-se en desigualtat social i econòmica. L'estratificació racial segueix essent evident en àmbits com la feina, l'habitatge, l'educació, el crèdit i l'administració.

### Democràciasui generis
L'espectre polític modern americà i l'ús dels termes «esquerra»/«dreta», «liberalisme»/«conservadorisme» als Estats Units difereix força del que tenen a la resta del món. Tan sols al Canadà, i una mica al Regne Unit, es pot trobar un llenguatge polític i uns conceptes similars als que són usuals a la política nord-americana. Si la limitació del poder i el laissez faire en l'economia són les premisses bàsiques del liberalisme clàssic i del neoliberalisme, a la política estatunidenca, en canvi, ambdues línies les segueixen els conservadors.
En la política americana, el Partit Demòcrata representa el centreesquerra liberal, mentre el petit Partit Verd representa l'esquerra anticapitalista. A l'altra banda de l'espectre, el Partit Republicà és el típic gran partit de la dreta, amb el Partit Llibertari que agrupa aquells votants que són més liberals en temes socials però igualment conservadors en política econòmica.
Tot plegat fa que els nord-americans, en general, no siguin gaire comprensius amb la política europea, i que l'esquerra local sempre corri el perill de ser demonitzada, com de fet ha passat sovint.

### Imperialisme
L'imperialisme que exerceixen els Estats Units a bona part del món ha motivat un fort corrent d'anti-americanisme, un sentiment que aplega el desgrat i l'oposició al seu govern o a les seves polítiques, especialment pel que fa a la política exterior, o als nord-americans en general. Cap altre país del món aplega tanta oposició i tant d'odi envers ell.